# Tiscali Campus
Il Tiscali Campus è la sede della società di telecomunicazioni Tiscali, fondata da Renato Soru.
Progettato dallo studio Arassociati, il campus è un'opera di architettura contemporanea di Cagliari e un esempio di arte pubblica in Italia.
È situato nell'area di Sa Illetta, che un tempo era un'isoletta raggiungibile soltanto in barca, tra lo stagno di Cagliari e la strada statale 195 Sulcitana, importante arteria del sud Sardegna.
Nelle vicinanze si trova la chiesa di San Simone, un maneggio, la fattoria Ballero e il Porto Canale.

## Il campus

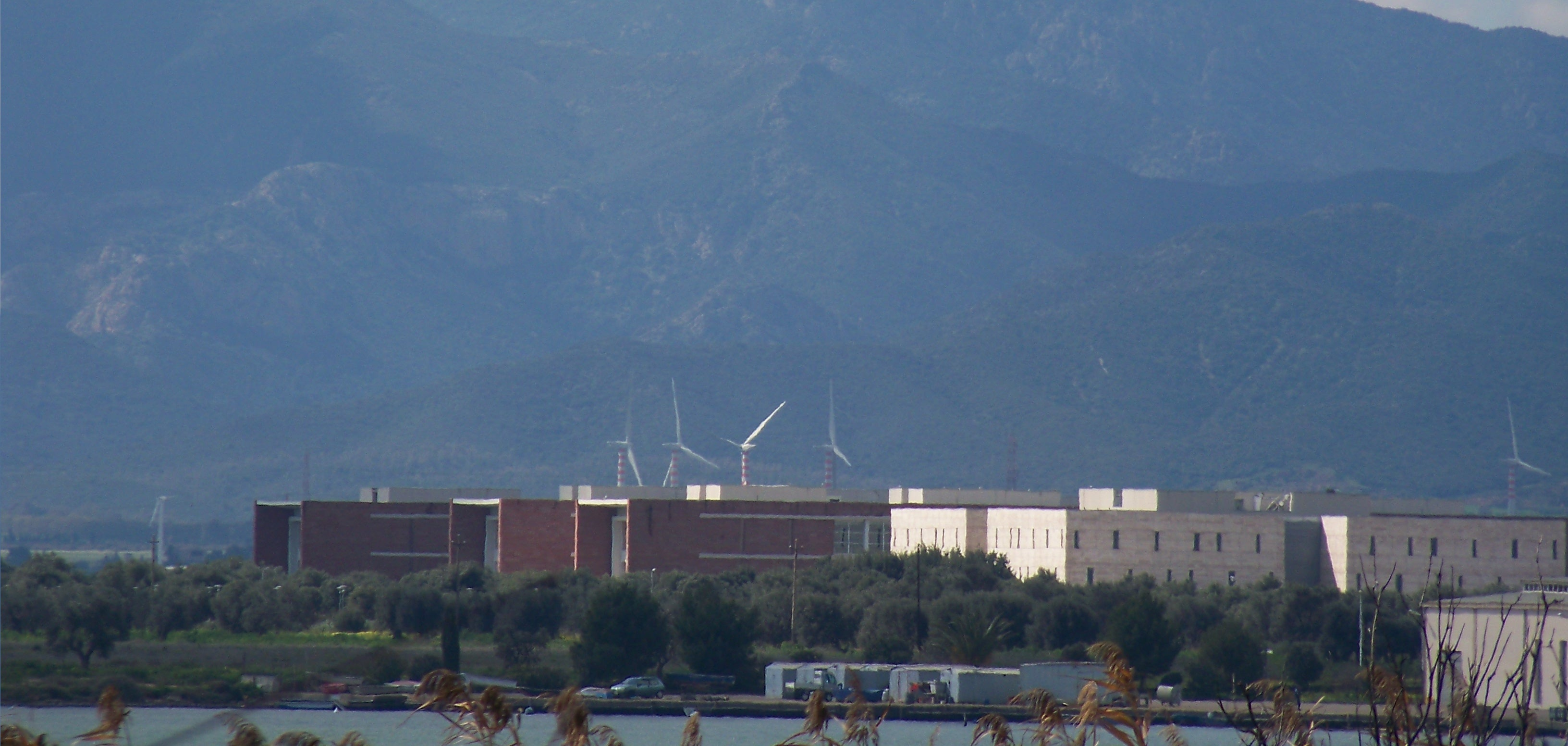
Campus Tiscali dall'altra sponda di Santa Gilla.

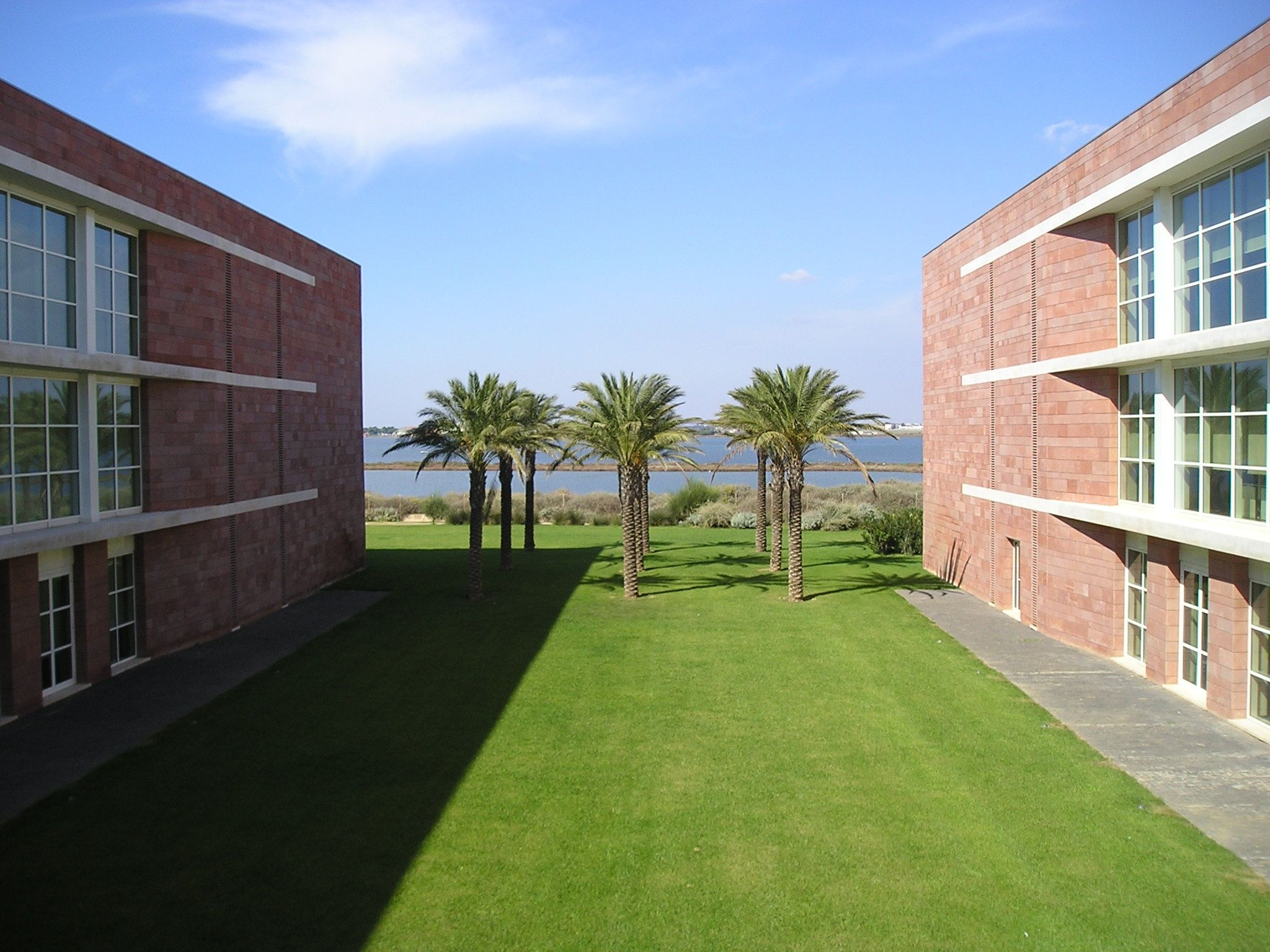
Campus Tiscali, veduta parziale

Nel 2001, a tre anni dalla nascita di Tiscali, c'è la necessità, da parte dell'azienda, di creare nuovi spazi e di trasferirsi dai locali di viale Monastir, via Dolcetta e dalla sede di rappresentanza all'interno della villa Satta sita nel viale Trento 39 (nei cui locali oggi vi è ospitato l'Istituto Europeo di Design).
Così si pensa all'area industriale del CACIP di Sa Illetta.
Il primo progetto predeva più edifici e maggiore cubatura, che gradatamente, anche per ragioni burocratiche e paesaggistiche, si sono ridotti all'attuale progetto, che occupa poco più di 30 ettari.
L'inaugurazione del polo telematico è avvenuta, con la presenza di varie autorità politiche, il 19 settembre 2003.
Il campus è formato da cinque edifici di granito rosso, bianco e nero, vetrate alternate a feritoie, architetture moderne che allo stesso tempo ricordano lo stile romanico pisano che si può trovare in molte chiese della Sardegna.
Inoltre all'interno del Campus si trova anche un'antica villa ristrutturata.
Il campus, costato 30 milioni di euro, non ha ricevuto per la sua realizzazione alcun contributo o finanziamento pubblico.
Oltre alle palazzine in granito rosso e con ampie vetrate e a quella centrale decorata con granito bianco e nero alternato, sulla destra sorgono due edifici in granito bianco e facilmente riconoscibili dove sono ospitati i server che gestiscono il traffico Internet.
All'interno del campus si trovano anche un asilo nido per i figli dei dipendenti e il Tiscali Auditorium, un piccolo auditorium con una capienza di 187 posti a sedere, inaugurato il 23 settembre 2003 in occasione di una rassegna cinematografica.
Si è cercato di salvaguardare il litorale, impiantando per il libero accesso allo stagno una strada ciclabile e pedonale.
Al contempo, i progettisti hanno cercato di creare una specie di città-giardino legata al territorio, che con la soluzione a più corpi di fabbrica permettesse di poter vedere lo stagno dalla SS 195; le strutture, non eccessivamente alte (12 m di altezza, 15 m di larghezza), non rovinano il profilo di Sa Illetta per chi osserva il campus da Santa Gilla.

## Opere ospitate
Il Campus hi-tech può essere considerato anche come una galleria d'arte contemporanea, in quanto sia nei locali interni che nel grande parco sono ospitate varie opere di artisti sia sardi che continentali come Ólafur Elíasson, Alberto Garutti, Maria Lai, Michelangelo Pistoletto, Pinuccio Sciola, Grazia Toderi, Costantino Nivola.
All'interno di Open Campus è ospitata la mostra permanente di Tellas e Campidarte.

## Vendita
Nel febbraio 2007 è stata concretizzata dalla controllata Tiscali Italia, la vendita, con contestuale locazione finanziaria di ritorno, per l'importo di 60 milioni di euro al netto delle imposte, della sede cagliaritana nella località 'Sa Illetta' denominata "Tiscali Campus".